# Westermannia argyroplaga
Westermannia argyroplaga är en fjärilsart som beskrevs av George Francis Hampson 1905. Westermannia argyroplaga ingår i släktet Westermannia och familjen trågspinnare. Inga underarter finns listade i Catalogue of Life.